# Rejectaria paulosa
Rejectaria paulosa är en fjärilsart som beskrevs av William Schaus 1906. Rejectaria paulosa ingår i släktet Rejectaria och familjen nattflyn. Inga underarter finns listade.